# 慕容兆
慕容兆（?—739年），唐朝吐谷浑族首领，慕容氏。高祖父吐谷浑末代可汗诺曷钵，曾祖父慕容忠，祖父慕容宣超，父亲慕容曦光。
母亲太原郡夫人武氏（703年—735年），外祖父武延寿，外曾祖父武承嗣。738年（唐玄宗开元二十六年）左右，慕容曦光卒，慕容兆嗣位袭为乌地也拔勒豆可汗，居于安乐州。安史之乱爆发后，安乐州被吐蕃占领，吐谷浑迁移到朔方和河东。两唐书称他是慕容曦皓的儿子，但根据出土的慕容曦光、太原郡夫人武氏、慕容曦皓的墓志铭，慕容兆是慕容曦光和太原郡夫人武氏的儿子。后代有慕容复。